# 唐家镇 (雷州市)
唐家镇，是中华人民共和国广东省湛江市雷州市下辖的一个乡镇级行政单位。

## 行政区划
唐家镇下辖以下地区：
镇中社区居委、唐家糖厂社区、唐家村、毛坡村、坡边村、灵界村、墨坑村、杜陵村、乌树村、田西村、坡六村、元奏村、土亩村、土乐村、军营村和四海村。

## 全国重点文物保护单位
- 唐氏墓群：第七批全国重点文物保护单位。